# Příštpo
Příštpo település Csehországban, a Třebíči járásban. Příštpo Rozkoš, Radkovice u Hrotovic és Jaroměřice nad Rokytnou településekkel határos. Lakosainak száma 248 fő (2024. január 1.).

## Népesség
A település lakosságának változását az alábbi diagram mutatja:
| Lakosok száma | 451  | 570  | 614  | 467  | 362  | 274  | 274  | 260  | 245  | 248  |
|               | 1869 | 1900 | 1921 | 1961 | 1980 | 2011 | 2016 | 2019 | 2021 | 2024 |